# FC Iberia 1999
O FC Iberia 1999 (anteriormente designado de Football Club Saburtalo) é um clube de futebol com sede em Tbilisi na Geórgia. A equipe disputa o Campeonato Georgiano de Futebol que equivale a primeira divisão nacional.
Sabutarlo é um dos distritos de Tbilisi e assim foi designado o clube fundado a 20 de agosto de 1999. Em 2005 foi comprado pelo Iberia Business Group e em fevereiro de 2024 mudou de designação para FC Iberia 1999.

## Títulos
- Campeonato Georgiano (2.ª divisão): 2014–15
- Campeonato Georgiano: 2018